# Леон Блум
Леон Блум (фр. Léon Blum; Париз, 9. април 1872 — Жуј ан Жозас, 30. март 1950) je био француски политичар и државник јеврејског порекла. Био је вођа Социјалистичке странке од оснивања 1920. године, први социјалиста премијер Француске. Предводио је Владу народног фронта 1936. године и 1937. године. После немачке окупације Француске у Другом светском рату одведен је у Немачку, где је био затворен у логорима Бухенвалд и Дахау. По завршетку рата поново је постао премијер 1946. године и 1947. године.